# Cove (Utah)
Cove es un lugar designado por el censo ubicado en el condado de Cache en el estado estadounidense de Utah. En el año 2000 tenía una población de 443 habitantes y una densidad poblacional de 11,4 personas por km². Cove se localiza dentro de los límites metropolitanos de la ciudad de Logan.

## Geografía
Cove se encuentra ubicado en las coordenadas 41°57′33″N 111°47′34″O / 41.95917, -111.79278. Según la Oficina del Censo, la localidad tiene un área total de 39 km² (15,1 mi²), de la cual toda la superficie es tierra.

## Demografía
Según el censo de 2000, había 433 personas, 116 hogares y 103 familias residiendo en la localidad. La densidad de población era de 11 hab./km². Había 123 viviendas con una densidad media de 3 viviendas/km². El 92.33% de los habitantes eran blancos, el 0.00% afroamericanos, el 0.23% amerindios, el 0.45% asiáticos, el 0.00% isleños del Pacífico, el 3.39% de otras razas y el 3.61% pertenecía a dos o más razas. El 3.39% de la población eran hispanos o latinos de cualquier raza.
Según la Oficina del Censo en 2000 los ingresos medios por hogar en la localidad eran de $50,667 y los ingresos medios por familia eran $51,083. Los hombres tenían unos ingresos medios de $43,000 frente a los $31,250 para las mujeres. La renta per cápita para la localidad era de $12,316. Alrededor del 15.5% de la población estaba por debajo del umbral de pobreza, ninguno de los cuales eran ancianos mayores de 65 años.